# Baron Lilford
Baronowie Lilford 1. kreacji (parostwo Wielkiej Brytanii)
- 1797–1800: Thomas Powys, 1. baron Lilford
- 1800–1825: Thomas Powys, 2. baron Lilford
- 1825–1861: Thomas Atherton Powys, 3. baron Lilford
- 1861–1896: Thomas Littleton Powys, 4. baron Lilford
- 1896–1945: John Powys, 5. baron Lilford
- 1945–1949: Stephan Powys, 6. baron Lilford
- 1949–2005: George Vernon Powys, 7. baron Lilford
- 2005 -: Mark Vernon Powys, 8. baron Lilford